# 格蕾絲·班布麗
格蕾丝·班布丽（1937年1月4日—2023年5月7日），美国歌剧歌手，被认为是同时代人中次女高音的领军人物之一，但亦有涉足女高音音域。1961年，班布丽受歌剧导演维兰德·瓦格纳的邀请，出演了拜罗伊特音乐节节目《唐懷瑟》，成为第一位出现在这一音乐节上的黑人歌手，并因此得到了国际认可。
班布丽具有宽广的音域，除此之外亦能唱出独特的哀婉感觉，黄金时期的班布丽唱法非常灵活，而且能够运用美声技术。另外，班布丽的登台表演之多亦广为人知。在班布丽的职业生涯中，她还曾表演过朗诵和藝術歌曲等，亦曾经当过教师。自1980年代末起，班布丽主要在欧洲发展，又在瑞士住了很长时间，最终在维也纳度过了最后的时光。

## 早年生活与教育
班布丽在1937年1月4日生于密蘇里州圣路易斯，是家里的第三个孩子，其父亲和母亲的职业分别是铁路货运装卸员和教师。班布丽生在一个宗教气息和音乐氛围都非常浓厚的中等收入家庭，她自7岁开始练习古典钢琴，但后来在音乐会上看到瑪麗安·安德森的表演后决定往歌手方向发展。12岁时，班布丽加入了当地的一个卫理公会合唱团，并在学校组织演出的亨德尔版《弥赛亚》中进行了一段独唱表演。据班布丽回忆，她“一有机会”就会通过电台或唱片来聆听安德森的歌曲，而在听过由弗拉基米尔·戈尔施曼指挥的圣路易斯交响乐团的歌曲之后，班布丽想做一名歌手的愿望变得更为强烈。
班布丽的高中母校是密西西比河西部的第一所黑人高中查尔斯·萨姆纳高中。据班布丽回忆，她的“音乐造诣”系由高中时期的肯尼斯·比卢普斯和在圣芭芭拉教过她的Armand Tokatyan两名声乐老师所挖掘。17岁时，在比卢普斯和合唱团导演萨拉·霍普斯（Sara Hopes）的激励下，班布丽报名参加了圣路易斯KMOX电台赞助举办的青年才艺表演比赛，并最终夺得一等奖，奖励包括1,000美元的戰爭債券、一次去纽约旅游的机会以及圣路易斯音乐学院（St. Louis Institute of Music）的奖学金。不过圣路易斯音乐学院排斥非裔美国人现象严重，校方提出单独给班布丽提供一个私人课程，遭到了班布丽父母的拒绝。
不过后来比赛的发起人把班布丽安排到了亚瑟·戈弗雷主持的节目《亚瑟·戈弗雷才艺新人秀》当中，她在节目中演唱了大型歌剧《唐·卡洛》中的咏叹调《O don fatale》，并触动了戈弗雷。这次成功使得班布丽得到了进入波士顿大学艺术学院就读的机会，后来她又转到了伊利诺伊州的西北大学，并见到了在那里教授研究生课程、令她印象颇为深刻的德国戏剧女高音歌手洛特·莱曼。莱曼邀请班布丽跟随她前往加利福尼亚州的圣巴巴拉学习，最初的计划是只跟完1955年的夏天，但后来班布丽总共在那里待了三年半时间。1956年到1958年间，班布丽连续三年去到了蒙特西托参加西方音乐学院举办的暑期活动。在班布丽职业生涯的早期阶段，莱曼也给了她很多指导。而除了莱曼之外，班布丽跟过的著名导师还包括马林卡·古列维奇和Armand Tokatyan，以及曾前往巴黎跟随皮埃尔·贝纳克学唱艺术歌曲。

## 职业生涯
1958年，班布丽与女高音玛尔蒂娜·阿罗约共同赢得了大都会歌剧院全国委员会选拔赛的冠军，同年，班布丽又前往巴黎进行了首次朗诵表演。1960年，班布丽在巴黎歌劇院节目《阿依達》中演唱了一首歌曲，是为其首次在歌剧中演唱歌曲，同年她加入了巴塞尔剧院，并在那里工作了四年，参演过的歌剧包括乔治·比才的《卡门》、卡米耶·聖桑的《參孫與大利拉》、克里斯托夫·维利巴尔德·格鲁克的《奥菲欧与尤丽狄茜》、朱塞佩·威尔第的《麦克白》等。

### 国际事业
1961年，班布丽被理查德·瓦格纳的孙子维兰德·瓦格纳邀请到拜罗伊特音乐节上扮演歌剧《唐懷瑟》中的维纳斯，借此正式打开了国际市场，成为了第一个登上拜罗伊特音乐节的黑人歌手，并被人们称为“黑色维纳斯”，一同参演此节目的歌手还包括維多利亞·德·洛斯·安赫萊斯（扮演伊丽莎白）、沃尔夫冈·温德加森（扮演主角唐懷瑟）以及迪特里希·菲舍爾-迪斯考（扮演沃尔夫拉姆），歌剧指挥则是沃尔夫冈·萨瓦利希。班布丽在刚刚确定即将出演这部戏时曾一度引起保守歌剧迷不满，歌剧制作方一共收到了两百多封抗议信，但瓦格纳还是选择了坚持让班布丽上场，而班布丽的表演最终也成功得到了认可，赢得了观众持续30分钟的掌声，节目组的谢幕次数达到42次。
班布丽在拜罗伊特音乐节的表演使得她轰动一时。1962年，美国第一夫人杰奎琳·肯尼迪在一名欧洲朋友的介绍下把班布丽邀请到了白宫。在大约20年后的1981年，班布丽第二次被邀请到了白宫，以参加罗纳德·里根总统的第一次就职典礼。
1962年11月，班布丽与一众英国表演者以及由肯尼斯·阿尔文指挥的一个管弦乐队合作，在《胭脂虎新傳》中扮演了主角卡门·琼斯。
1963年，班布丽首次进入皇家歌劇院，与鲍里斯·克里斯托夫、蒂托·戈比等人一起出演了盧奇諾·維斯孔蒂于1958年创作的一部作品。1964年，班布丽首次进入维也纳国立歌剧院，参演了歌剧《乡村骑士》，同年她又和迪特里希·菲舍爾-迪斯考一起在萨尔茨堡音乐节扮演了麦克白夫妇。1965年，班布丽首次进入纽约市的大都会歌剧院进行演出。
1966年，班布丽与琼·维克斯分别演出了两场《卡门》，其中一场是在萨尔茨堡音乐节，由赫伯特·冯·卡拉扬指挥，另一场则是在旧金山歌剧院。除此之外，班布丽还曾经去过米兰的斯卡拉大劇院。1967年，班布丽重回旧金山歌剧院，与萊拉·珍瑟、雷纳托·基欧尼、莫莲·弗雷斯特和切斯特·卢金等共同出演了歌剧《乔康达》。
班布丽的其他次女高音作品还包括《希律迪亚丝》、《化妆舞会》、《泰莱马科》等。1990年，班布丽在巴黎巴士底歌剧院的开院仪式节目《特洛伊人》中分饰卡珊德拉和蒂朵。

### 高音作品

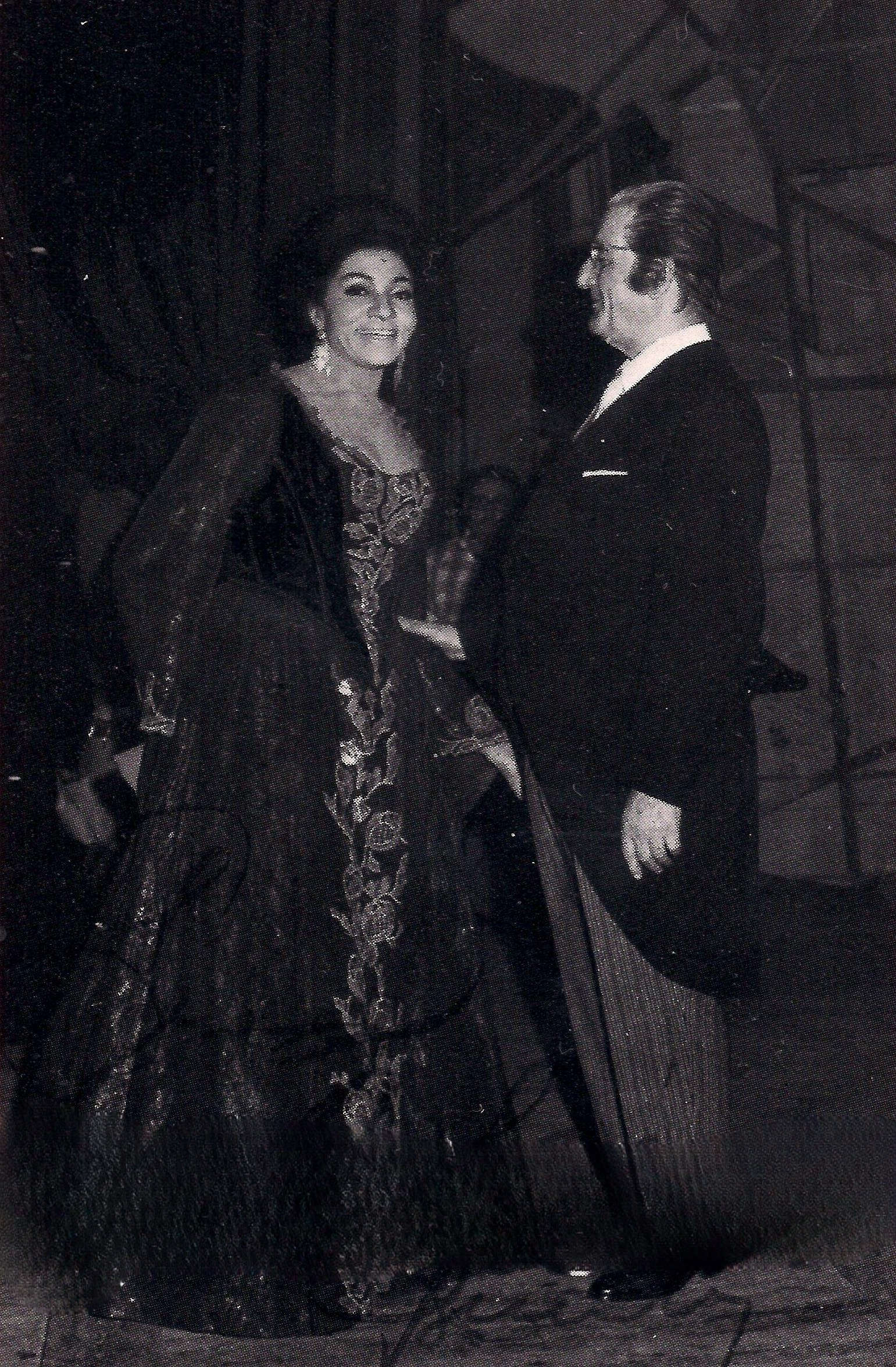
1974年班布丽在巴塞罗那利塞乌大剧院中扮演蒙娜丽莎

在已经录制过多首高音咏叹调的基础上，班布丽于1970年代开始系统性涉足高音领域，其中第一个官方高音歌剧作品为1970年在皇家歌劇院演出的《莎乐美》。1971年，班布丽在大都会歌剧院出演了《托斯卡》，其后在1974年，班布丽又到斯卡拉大劇院再次出演了该剧。继《托斯卡》以后，班布丽在大都会歌剧院演出的作品还包括《遊唱詩人》、《命運之力》和《波吉和贝丝》等。
1974年，班布丽与玛格达·奥利维罗搭档出演了《耶奴发》。1975年，班布丽前往巴黎出演了《阿丽亚娜与蓝胡子》。1977年，班布丽在意大利的马丁纳弗兰卡首次扮演了歌剧《诺尔玛》的标题角色，次年，班布丽又在皇家歌剧院分别出演了该剧中的阿达尔吉萨（蒙特塞拉特·卡芭葉饰演诺尔玛）和诺尔玛（约瑟芬·维齐饰演阿达尔吉萨）。1978年，班布丽在伦敦出演了贾科莫·梅耶贝尔的《非洲女郎》。
班布丽的其他高音角色还包括《拿布果》中的阿碧凯莉、蒙娜丽莎、《熙德》中的奇美尼（Chimène）、唐懷瑟中的伊丽莎白和《埃尔纳尼》中的埃尔维拉。

### 后期职业
1990年代，班布丽创立了格蕾丝·班布丽黑人音乐遗产合奏团（Grace Bumbry Black Musical Heritage Ensemble），以保护和传承黑人文化中的灵歌和福音歌曲，班布丽为该团队选择的歌手出身广泛，包括大学生、建筑领域人群、售货员和博物馆职员等，而她本人则在放手让团队自行发展前不时跟随团队巡演。在此之后，班布丽又从事了教学、国际赛事或音乐会舞台剧裁判等工作。2001年和2002年，为了纪念恩师洛特·莱曼，班布丽在巴黎的沙特莱剧院、伦敦的威格莫尔音乐厅、纽约的爱丽丝·图利音乐厅等地作了一系列朗诵表演。这段时期内，班布丽有时会与钢琴师塞巴斯蒂安·帕斯切沃搭档演出。
2010年，远离歌剧舞台多年的班布丽在沙特莱剧院出演了斯科特·喬普林的《特里莫尼莎》。2012年，班布丽在柏林德意志歌劇院出演了伦纳德·伯恩斯坦的《天真汉》。2013年1月30日，班布丽出演了她的最后一部作品《黑桃皇后》（由小泽征尔指挥）。

### 个人生活
1963年，班布丽嫁给了波兰裔男高音埃德温·杰克尔（Erwin Jaeckel）。杰克尔曾辞掉工作而转而帮忙班布丽管理歌唱事业，不过两人最终于1972年离婚，其后班布丽与杰克·伦塞相处了很长一段时间，后者于2016年去世。
2022年10月20日，班布丽在一趟从维也纳飞往纽约的航班上突发中风，此后开始多次进出医院。2023年5月7日，班布丽因缺血性中风在维也纳的一家医院内病逝。

## 音域
班布丽在职业生涯之初唱的是次女高音，但后来又扮演了许多高音角色。1970年代中期及1980年代，班布丽自认是一名高音歌手，但到了1990年代，她又将方向转回了次中音，另外她本人还曾说过她的老师说她是个女高音，而她的教练则认为她属于次女高音，她一直无法决定哪种说法更为确切。
班布丽是从次女中音转向女高音较为成功的歌手之一，其他较为顺利地完成此种转换的还包括雪莉·薇瑞特和格威妮丝·琼斯等。不过听众和乐评人对于班布丽是否可以归为真正的女高音存在分歧。

## 录制作品
班布丽最早的录制作品主要为与莫里斯·阿布拉瓦内尔指挥的猶他管弦交響樂團联手录制的神劇音乐，这些剧作包括格奥尔格·弗里德里希·亨德尔的《以色列人在埃及》和《猶大·馬加比》等。1961年，班布丽在阿德里安·博尔特的指挥下于伦敦与瓊·蘇瑟蘭和肯尼思·麦凯勒等人一起录制了亨德尔的《弥赛亚》中的音乐。
在早期的咏叹调作品里，班布丽既录制过次中音作品，也录制过高音作品，其中有很多都是她在唱次中音时录制，包括至少两首《卡门》中的音乐以及扮演阿依达、维纳斯、艾波莉公主、阿碧凯莉、奥菲欧、麦克白夫人等角色和在1964年4月在皇家歌剧院出演威尔第的《安魂曲》时的作品。
班布丽在扮演女高音期间没有发布过商业性的完整歌剧音乐作品集，现场录音作品包括《熙德》、《耶奴发》和诺尔玛等。除此之外，她亦有为《胭脂虎新传》、轻歌剧《吉普赛男爵》等录制过音乐。

### 视频作品
- 《大都会歌剧院百年庆典音乐会（英语：The Metropolitan Opera Centennial Gala）》（1983年），德意志留声机/寶麗金，073 453
- 《詹姆斯·莱文大都会歌剧院25周年庆典演出（英语：James Levine's 25th Anniversary Metropolitan Opera Gala）》（1996），德意志留声机/Universal Classics，B0004602

## 荣誉
班布丽获得过一个联合国教育、科学及文化组织颁发的奖项、五个来自西方音乐学院的杰出女校友奖、意大利的朱塞佩·威尔第奖（Premio Giuseppe Verdi）和法国政府授予的藝術與文學勳章，1972年，班布丽获得了一项格莱美最佳歌剧录音奖。1992年，班布丽被收录进圣路易斯星光大道。2005年，瑪麗安·安德森奖基金会向班布丽颁了一项终身艺术成就奖（The Arts for Life Lifetime Achievement Award）。2009年12月，班布丽凭借在表演艺术领域的贡献，与他人共同领取了肯尼迪中心荣誉奖。

## 延伸阅读
- Hamilton, David (1987). The Metropolitan Opera Encyclopedia: A Comprehensive Guide to the World of Opera （页面存档备份，存于）. New York, London, Toronto, Sydney, Tokyo: Simon and Schuster. pp. 58–59. ISBN 0-671-61732-X.
- Hamilton, Mary (1990). A–Z of Opera （页面存档备份，存于）. New York, Oxford, Sydney: Facts On File. p. 38. ISBN 0-8160-2340-9.
- Rosenthal, Harold and John Warrack (1979; 2nd ed.). The Concise Oxford Dictionary of Opera （页面存档备份，存于）. London, New York and Melbourne: Oxford University Press. p. 70. ISBN 0-19-311318-X.
- Sadie, Stanley and Christina Bashford (1992). The New Grove Dictionary of Opera （页面存档备份，存于）. London: Macmillan. Vol. 1, p. 639. ISBN 0-935859-92-6.
- Sadie, Stanley and John Tyrrell (2001). The New Grove Dictionary of Music and Musicians （页面存档备份，存于）. London: Macmillan. Vol. 4, pp. 601–02. ISBN 0-333-60800-3.
- Warrack, John and Ewan West (1996; 3rd ed.). The Concise Oxford Dictionary of Opera （页面存档备份，存于）. New York: Oxford University Press. p. 69. ISBN 0-19-280028-0